# Roderich Plate

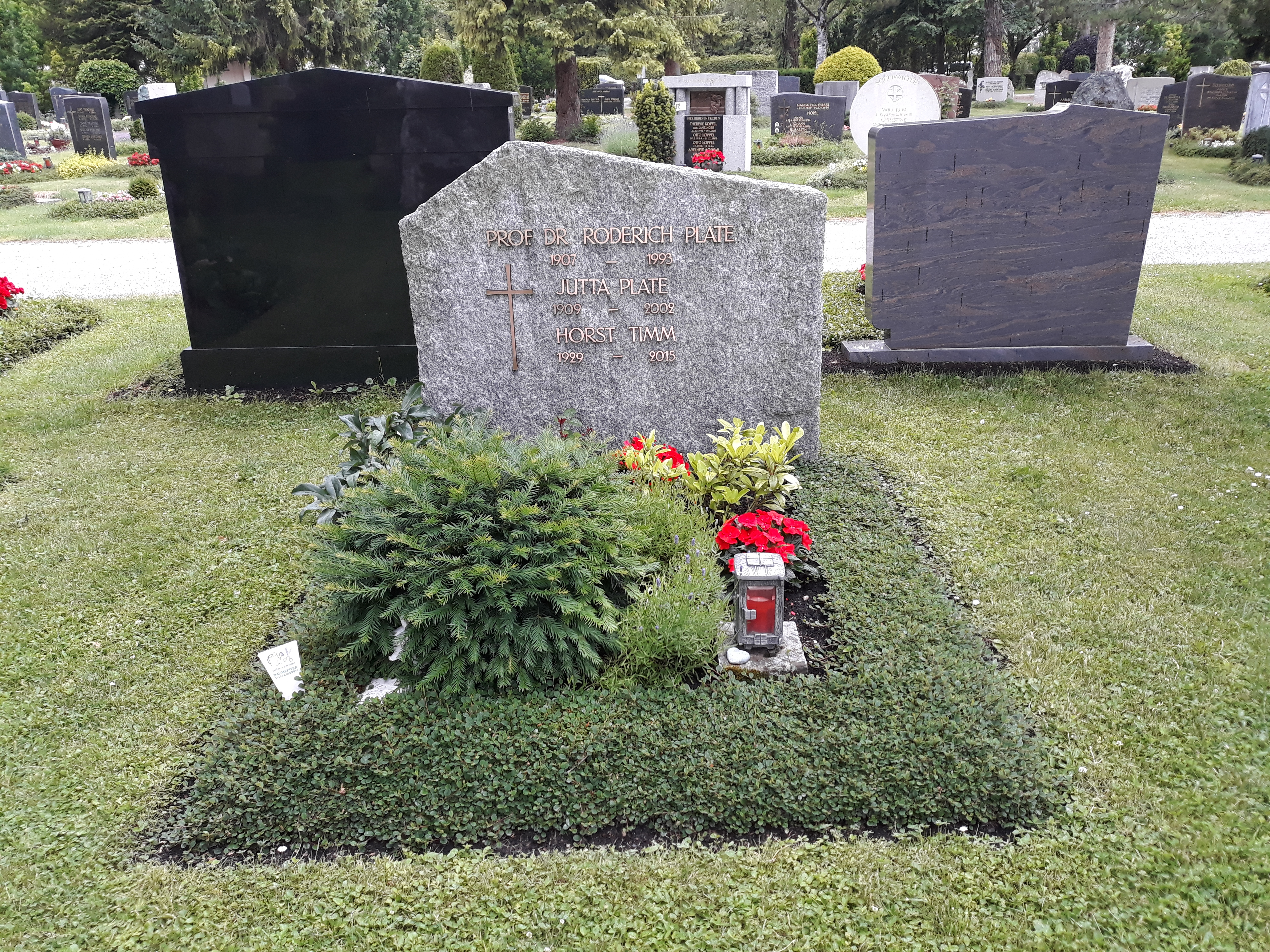
Das Grab von Roderich Plate und seiner Ehefrau Jutta geborene Romberg auf dem Friedhof Gröbenzell

Roderich Plate (* 22. Juli 1907 in Berlin; † 2. Oktober 1993 in Dießen am Ammersee) war Statistiker und Agrarmarktökonom und Berater der deutschen Bundesregierung. Für das NS-Regime war er als Statistiker an der Auswertung der Volkszählung 1939 maßgeblich beteiligt. Nach dem Krieg setzte er seine Karriere als Professor, Berater mehrerer Bundesregierungen, und Herausgeber der Zeitschrift Agrarwirtschaft fort.

## Biographie
Plate wurde als Sohn eines Direktors des Preußischen Abgeordnetenhauses in Berlin geboren. Der Vater, der am Rande von Berlin einen kleinen Bauernhof unterhielt, machte seinen Sohn schon früh mit den praktischen Aufgaben der Landwirtschaft vertraut.
Nach einer landwirtschaftlichen Lehre betätigte er sich als Verwalter eines landwirtschaftlichen Betriebes in Bayern und begann 1929 das Studium an der damaligen Landwirtschaftlichen Hochschule Berlin. Er wurde Schüler von Karl Brandt, der damals die landwirtschaftliche Marktlehre als Forschungs- und Lehrgebiet in Deutschland zu etablieren begann. Aus diesem neuen Fachgebiet wählte Plate 1933 sein Dissertationsthema: „Die Getreidekrisen in der zweiten Hälfte des 19. Jahrhunderts und in der Gegenwart“.

### Im Nationalsozialismus
Der bereits als Student zum 1. Dezember 1931 in die NSDAP (Mitgliedsnummer 738.580) und im selben Jahr in die SA eingetretene Plate erlebte im Nationalsozialismus einen beachtlichen Aufstieg. Nach seiner Promotion zum Dr. agr. wechselte Plate in das Statistische Reichsamt. Bald erstellte er für Friedrich Burgdörfer eine statistische Übersicht über die Bevölkerung jüdischer Abstammung Deutschlands, die später zu einer Statistik der weltweiten Diaspora erweitert wurde. Das Reichsamt wies Plate in seinem Tätigkeitsbericht 1936/1937 als Ansprechpartner für das SD-Referat „II 112 ‚Judentum‘“ unter Adolf Eichmann aus. Zu seiner Beförderung zum Generalreferent für Volks-, Berufs- und Betriebszählung Anfang 1938 hieß es in der Personalbeurteilung, dass Plate

„... sehr rasch in dem weit verzweigten Arbeitsgebiet - Volkszählung, Konfessions- und Rassestatistiken, Sonderauszählung der Juden, Sonderauszählung der Ausländer, Minderheitenstatistik - über alle wichtigeren Fragen Bescheid weiß und das etwa Fehlende sich rasch aneignet.“

Zu den wichtigen Fragen der „Sonder-“ und Volkszählung, in die Plate sich schnell einarbeitete, gehörte die neue Lochkartentechnik. Dank der von IBM erworbenen Innovation konnte bereits aus den Daten der Volkszählung 1933 verzögerungsfrei dargestellt werden, dass Berlin-Wilmersdorf die „stärkste Durchsetzung mit Juden“ hätte und es unter den deutschen Kürschnern 5,28 Prozent „Pelzjuden“ gäbe. Die Volkszählung 1939, die Plate nun verantwortete, war nicht nur durch die hinzugewonnen eroberten Gebiete und allgemeine Kriegswirren eine Herausforderung. Dort, aber auch im Reichsgebiet, waren zusätzliche Daten notwendig, um den erweiterten Kriterien der Nürnberger Gesetze zu entsprechen und die im Mai beginnende Ghettoisierung durchzusetzen. Hier sollte nun der Stammbaum bis in die Generation der Großeltern erfasst werden. Die dazu erdachten Ergänzungskarten stellte Plate in seinem Vortrag Ergänzungskarte für Angaben der Abstammung und Vorbildung von Juden und Mischlingen auf der Tagung der Reichs- und Landesstatistiker im Juli 1939 in Berlin vor.
Zum 1. Oktober 1941 wechselte Plate zum SS-Hauptamt und wurde Stellvertreter des Inspekteurs für Statistik der Schutzstaffel (SS). Im Rahmen seiner knapp 4-monatigen Tätigkeit erstellte er unter anderem Berechnungen über die Häufung von Menschen jüdischer Abstammung und den Anteil von „Mischlingen“, welche in das Zahlenmaterial für die Wannsee-Konferenz einflossen
Noch im Januar 1942 wurde Plate zur Wehrmacht eingezogen, bei der er bis 1945 blieb. Der Grund für diese Entmachtung ist unklar. Ein Schreiben Plates an seinen Vorgesetzten Korherr erwähnt jedoch bürokratische Zuständigkeitsstreitigkeiten mit anderen Dienststellen.

### Nachkriegszeit
1948 wurde Plate als wissenschaftlicher Mitarbeiter an das neu gegründete Institut für
landwirtschaftliche Marktforschung an der Forschungsanstalt für Landwirtschaft „FAL“ in Braunschweig-Völkenrode berufen. Er rückte bald zum stellvertretenden Institutsdirektor auf und vertrat 1953 bis 1955 Arthur Hanau während dessen Freistellung für die Food and Agriculture Organization (FAO) in Rom. Als Hanau einen Lehrstuhl an der Universität Göttingen annahm, wurde Plate Ende 1955 zum Direktor und Professor des Völkenroder Instituts ernannt. Hier verstand er es, die günstigen Bedingungen für die Erforschung einer Vielzahl von Problemen landwirtschaftlicher Märkte zu nutzen und das Institut, besonders in personeller Hinsicht, weiter auszubauen.
1963 nahm Plate den Ruf an die Landwirtschaftliche Hochschule Hohenheim an, wo er das dortige Institut für Landwirtschaftliche Marktforschung begründete und bis zu seiner Emeritierung 1972 die Landwirtschaftliche Marktlehre vertrat.
Plate ist Autor oder Koautor von knapp 200 Veröffentlichungen. Er war fast 20 Jahre Mitherausgeber der Zeitschrift Agrarwirtschaft, in der er auch publizierte. Zeitweise bestritt er mit seinen Mitarbeitern die Hälfte der jeweiligen Monatshefte. Keine der insgesamt acht Würdigungen Plates in der Agrarwirtschaft erwähnt seine Rolle als SS-Statistiker.
Plate war viele Jahre Mitglied und langjähriger Vorsitzender im Wissenschaftlichen Beirat der Bundesregierung in Bonn, was vielen seiner Schüler ihren Aufstieg in der Deutschen Agrarverwaltung, der Europäischen Union, der FAO sowie der Wissenschaft und Industrie ermöglichte.
Plate wurde 1960 mit dem Justus-von-Liebig-Preis ausgezeichnet, erhielt 1972 die Ehrendoktorwürde der Universität Göttingen und 1973 das Große Verdienstkreuz der Bundesrepublik Deutschland.

## Wichtigste Publikationen
- Ergänzungskarte für Angaben der Abstammung und Vorbildung von Juden und Mischlingen, Vortrag auf der Tagung der Reichs- und Landesstatistiken, 30. Juni bis 31. Juli 1939, Berlin[3]
- Der Weltgetreidemarkt nach dem zweiten Weltkrieg – Lage und Aussichten, H. f. ldw. Marktf., H. 4, 1950
- Landwirtschaftliche Marktkunde für Schule und Praxis (mit W. Fischer u. F. Gleissner), 1956, 2. Aufl. 1964
- Agrarmarktpolitik, Bd. 1, Grundlagen, 1968; Bd. 2, Die Agrarmärkte Deutschlands und der EWG, 1970; BLV Verlagsgesellschaft München; 3. überarbeitete Auflage 1984 unter Mitwirkung von Ewald Böckenhoff ISBN 3-405-12831-5